# Хедър Кулман
Хедър Кулман (на английски: Heather Cullman) е американска писателка на бестселъри в жанра любовен роман.

## Биография и творчество
Хедър Кулман е родена на 1957 г. в САЩ.
Хедър Кулман има диплома по моден дизайн и винаги е искала да бъде писател.
Тя живее със съпруга си, адвокат, в Лонг Бийч, Калифорния.

## Произведения

### Самостоятелни романи
- Yesterday's Roses (1995)
- Tomorrow's Dreams (1996)
- По-силна от магия, Stronger Than Magic (1997)
- Софи, For All Eternity (1998)
- A Perfect Scoundrel: Lords of Love (2000)
- Bewitched: Lords of Danger (2001)

### Серия „Харууд“ (Harwood)
1. Scandal (2003)
2. Secrets (2004)